# حمرور أشعث
حمرور أشعث (الاسم العلمي:Hyparrhenia pilosa) هو نوع من النباتات يتبع جنس الحمرور من الفصيلة النجيلية.